# 페트뤼스 플란시우스

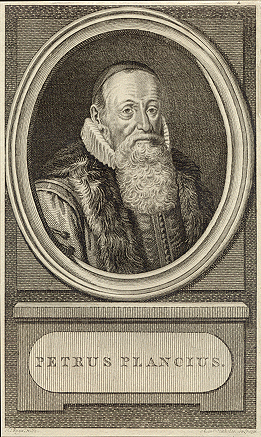
페트뤼스 플란시우스, 1791년.

페트뤼스 플란시우스 (Petrus Plancius, 1552년 ~ 1622년 5월 15일)은 플랑드르의 천문학자, 지도학자, 성직자이다. 원래 이름은 '피테르 플라테부트'(Pieter Platevoet)이며, 베스트플란데런 주의 훼벨란트(Heuvelland)에서 태어났다. 독일과 영국에서 신학을 공부하였고, 24세 때에는 네덜란드 개혁교회의 목사가 되었다. 1585년 스페인의 도시 점령으로 종교 재판의 기소를 염려하여 브뤼셀에서 암스테르담으로 도피하였다. 그는 그곳에서 항해와 지도학에 흥미를 가졌고, 운이 좋게도 최근 포르투갈에서 온 해도를 접할 수 있었으며, 곧 인도로 가는 해로의 전문가로서 인정받게 되었다. 그는 1597년의 빌럼 바런츠의 세 번째 여행으로 그 가능성이 부정되기 전까지 북극해 항로로 북아메리카까지 갈 수 있다고 굳게 믿고 있었다.

## 지도 제작

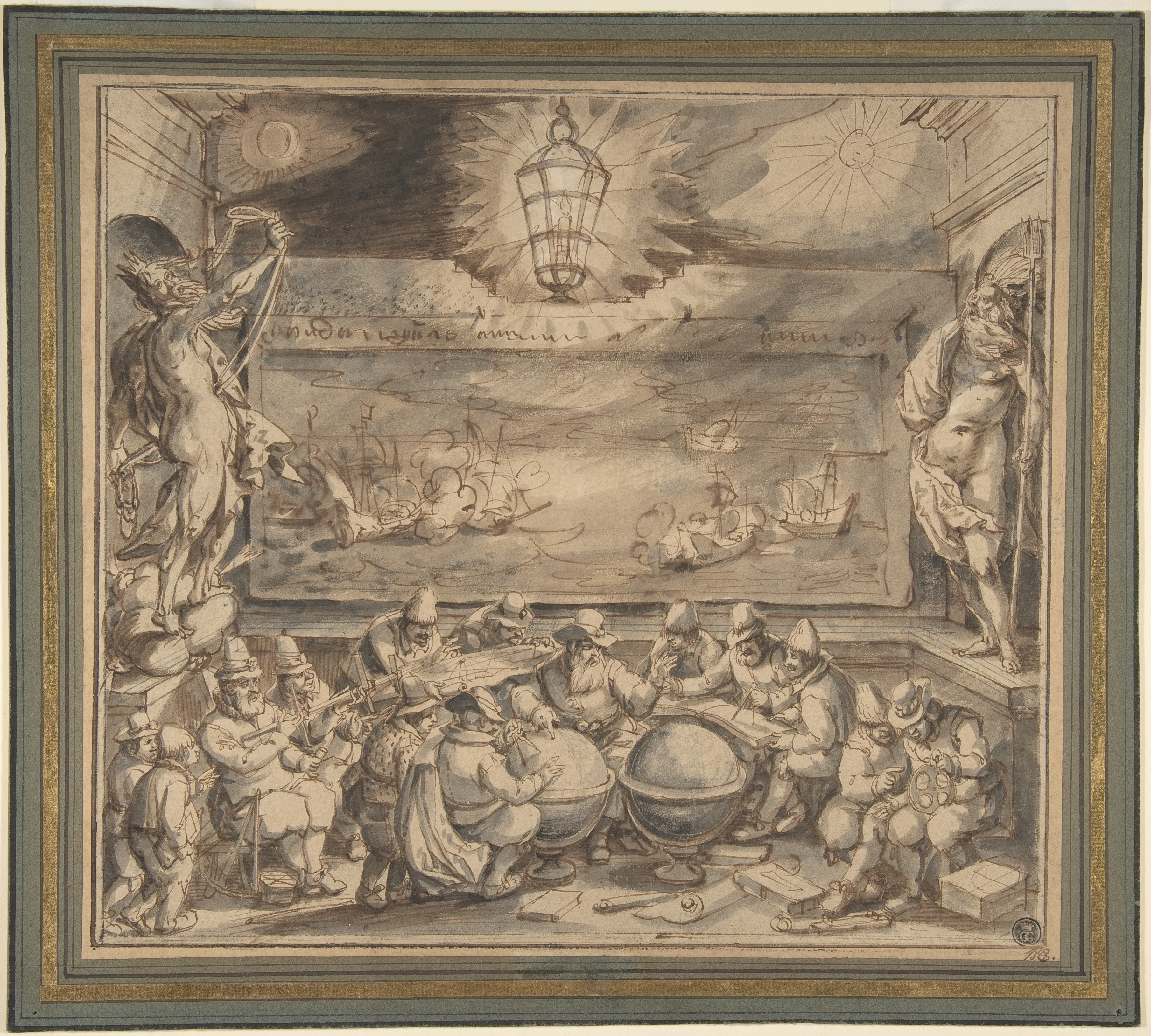
학생들에게 항해학을 가르치는 페트뤼스 플란시우스

1592년, 그는 ‘Nova et exacta Terrarum Tabula geographica et hydrographica’(새롭고 정확한 지리학 및 수계 지리학적 세계 지도)라는 제목의 세계 지도를 출간하였다. 그는 지도와는 별개로 저널과 항해 안내서를 출간하고 경도를 알아내는 새로운 방법을 개발해 냈고, 항해도를 위한 메르카토르 도법을 도입하였다.
그는 네덜란드 동인도 회사의 창설자 중 하나였으며, 이를 위해 100매의 지도를 그리기도 했다. 플란시우스는 신대륙의 탐험가인 헨리 허드슨과 친분이 있었다.

### 천문
1589년, 그는 암스테르담의 지도 제작자 야코프 플로리스 판 랑그렌(Jacob Floris van Langren)과 협동하여 32.5cm의 천구를 제작하였는데, 잘 알려지지 않은 정보를 이용하여 남쪽 하늘을 처음으로 그려냈다. 남십자자리, 남쪽삼각형 자리, 마젤란 은하, 대마젤란 은하, 소마젤란 은하 등이 여기에 포함되었다.
1595년, 그는 '홀란디아' 호의 1등항해사 피터르 디르크스존 케이세르에 천체를 관측하여 유럽의 남쪽 하늘의 천문도에서 비어 있는 천구의 남극 부근을 채워 올 것을 요청하였다. 케이세르는 이듬해 희생자가 많았던 탐험 도중 자와섬에서 사망하였으나, 탐험 동료인 프레데리크 더 호우트만의 도움으로 측정하였을 135개 별의 목록은 플란시우스에 전해져 그로부터 12개의 새로운 남쪽 별자리가 배정되었고, 1597년 후반 또는 1598년 전반에 제작된 35cm의 천구에 새겨졌다. 이 천구는 암스테르담의 지도 제작자 '큰' 요도퀴스 혼디우스와 협력하여 제작하였다.
플란시우스의 별자리들은 벌을 의미하는 'Apis'에서 라카유에 의해 'Musca'로 변경된 파리자리를 비롯하여, 극락조자리, 카멜레온자리, 황새치자리, 두루미자리, 물뱀자리, 인디언자리, 공작자리, 봉황자리, 남쪽삼각형자리, 큰부리새자리, 날치자리 등으로, 대부분 박물학 서적이나 여행자의 일기에서 묘사된 대상들로부터 따온 것이다. 이 별자리들은 플란시우스가 1592년 대형 벽걸이 세계 지도에서 소개한 비둘기자리와 함께 1603년의 요한 바이어의 천문도 우라노메트리아에 포함되었다.
1612년(또는 1613년), 플란시우스의 8개의 별자리가 피테르 판 더 케이레가 제작한 26.5cm의 천구에 소개되었다. 이들은 남쪽파리자리, 기린자리, 작은게자리, 티그리스강자리, 수탉자리, 요르단강자리, 외뿔소자리, 남쪽화살자리로, 현대의 별자리에서는 그중 기린자리와 외뿔소자리만을 볼 수 있으며, 국제천문연맹에 의해 인정된다.

### 지도

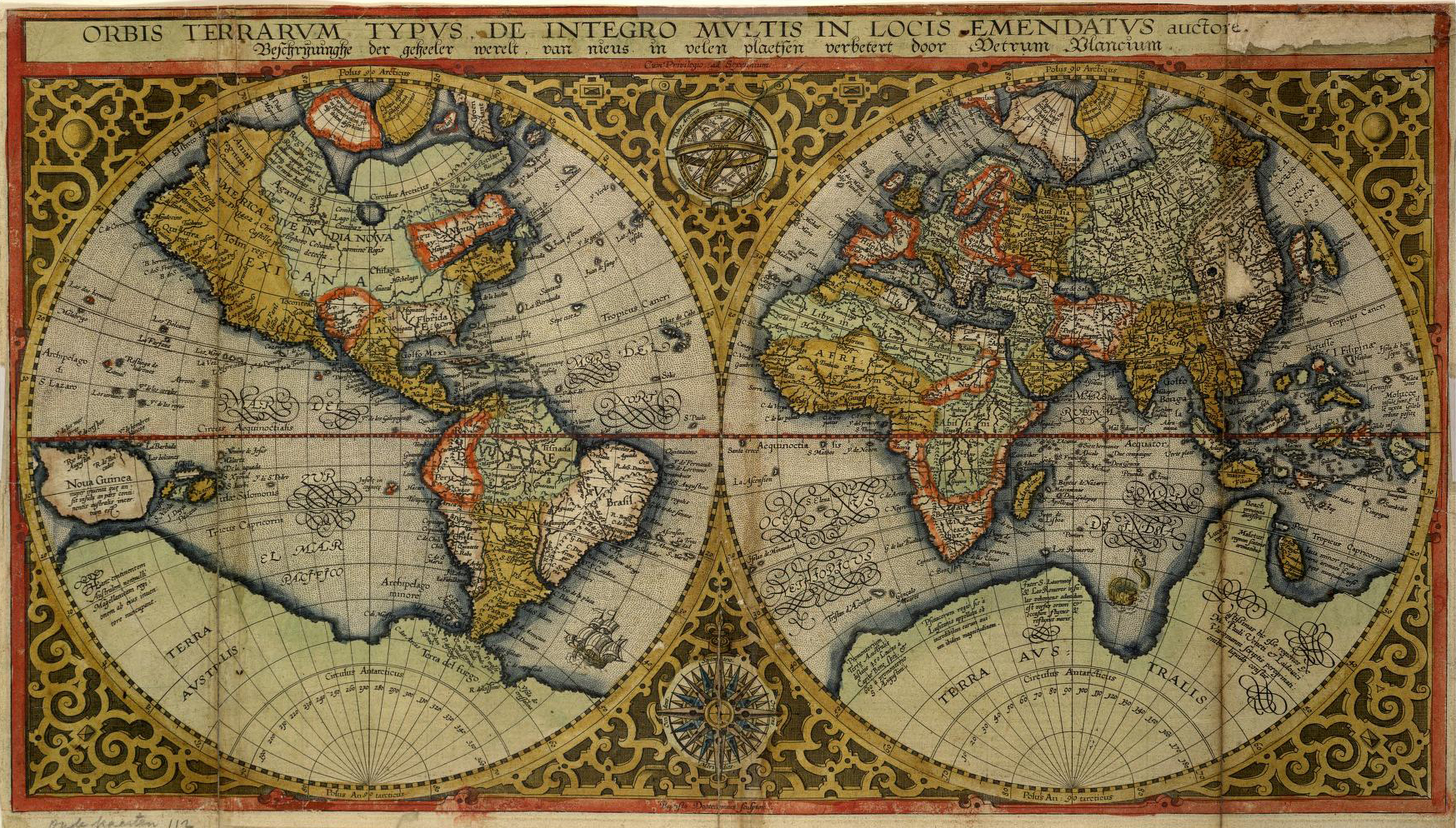
Orbis Terrarum, 1590년
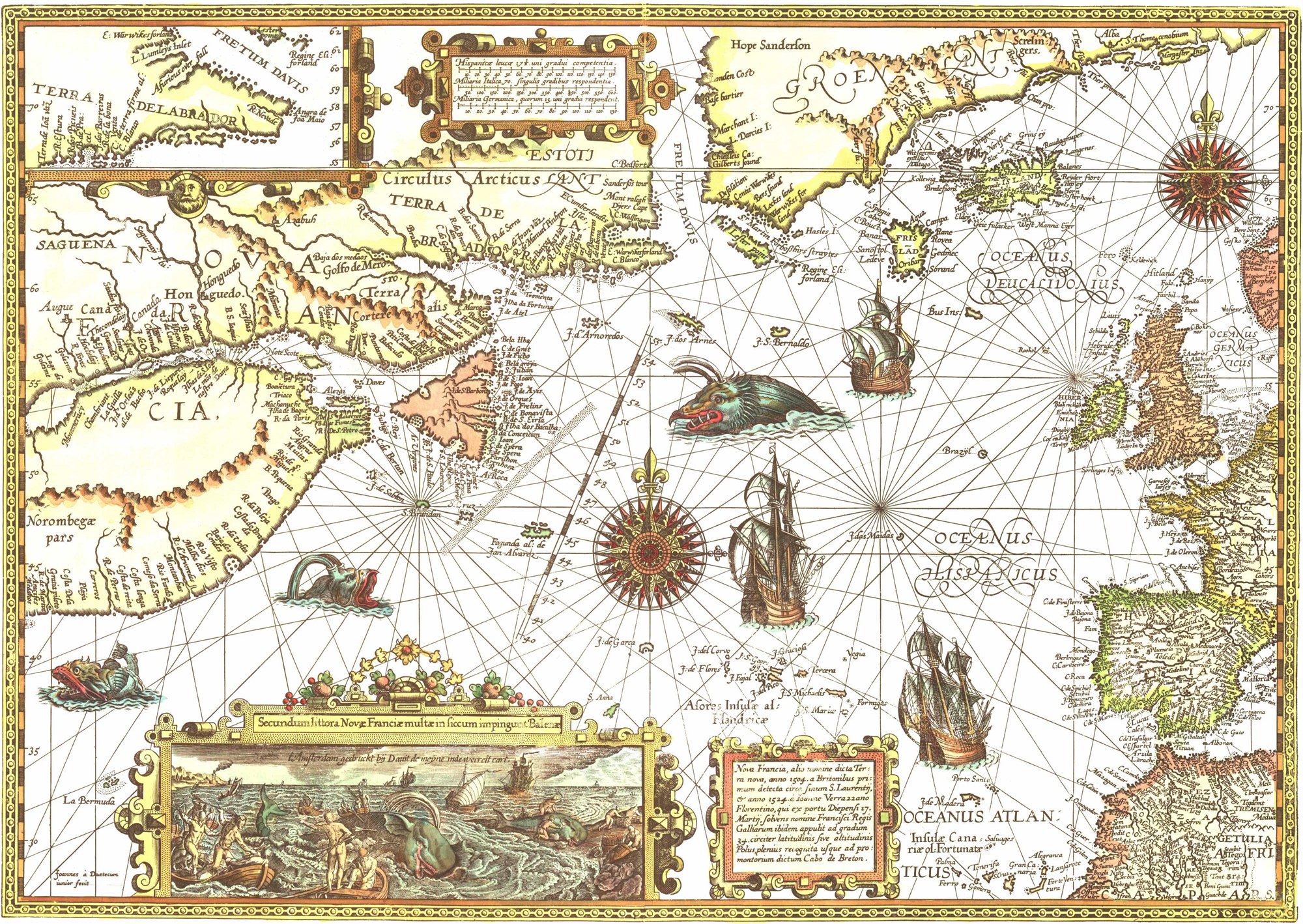
Nova Francia, 1592년
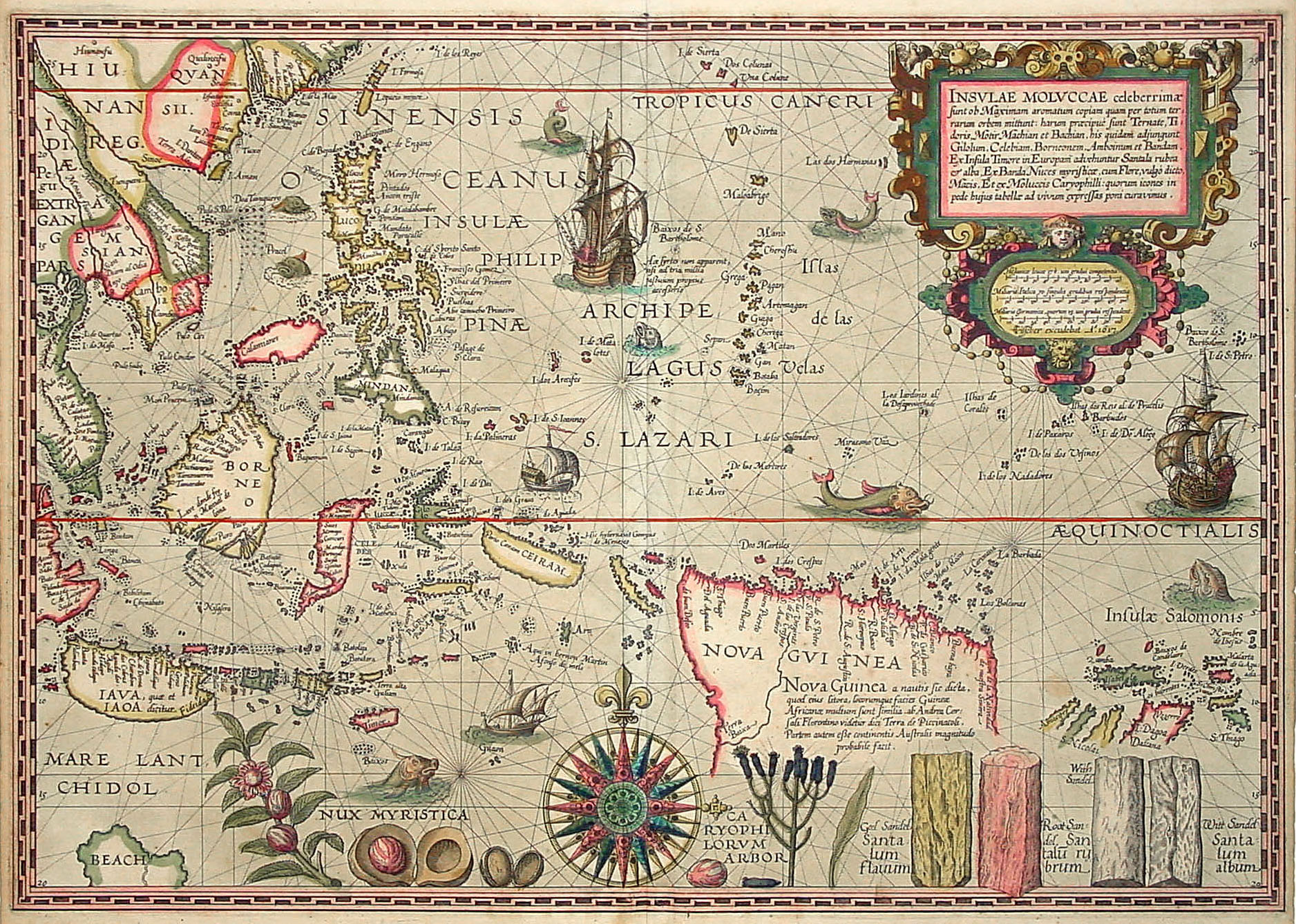
Insulae Moluccae, 1592년
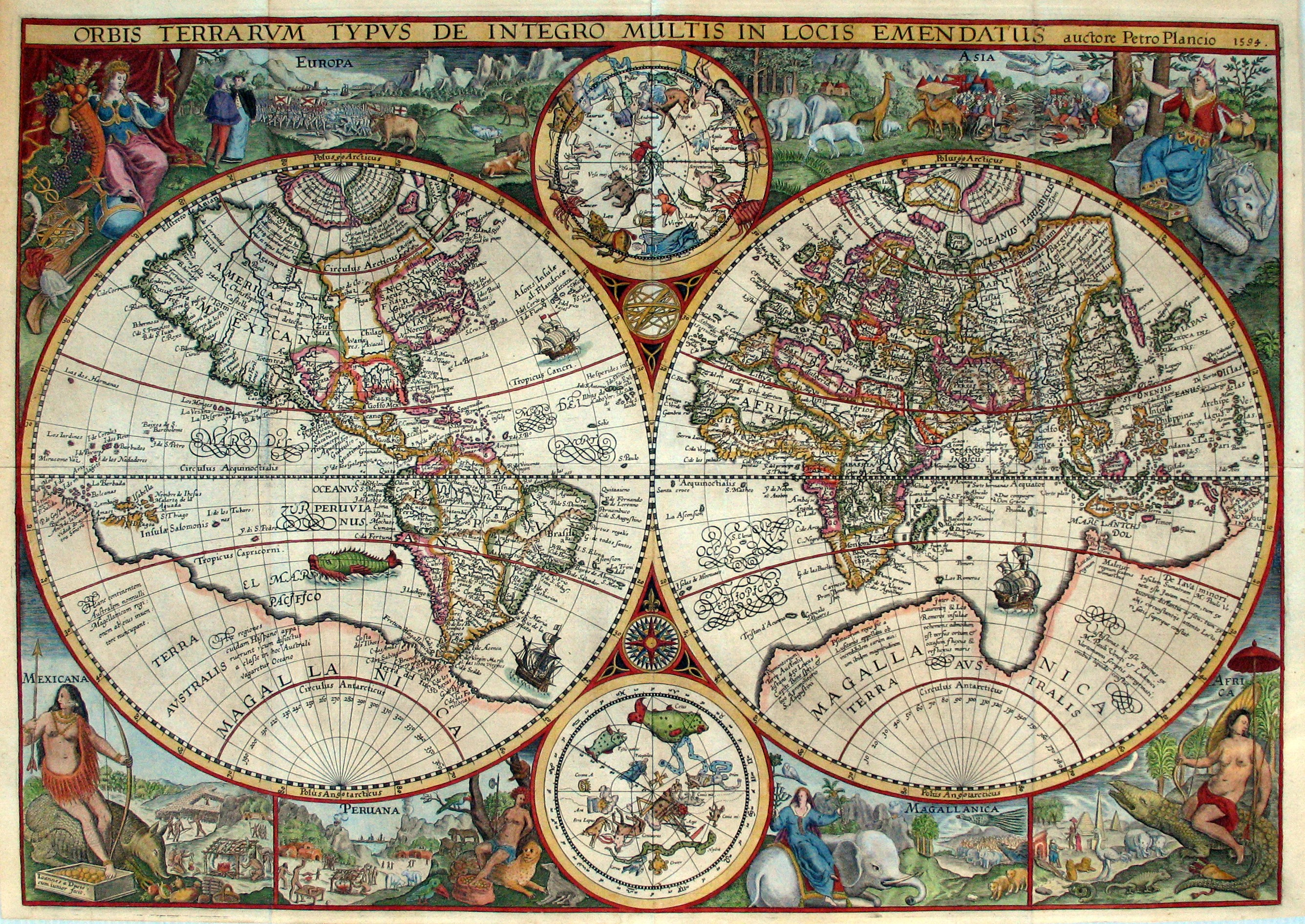
Orbis Terrarum, 1594년